# Danh sách đại diện Việt Nam tại các cuộc thi sắc đẹp nam giới quốc tế
Đây là danh sách đại diện Việt Nam tại các cuộc thi sắc đẹp nam giới quốc tế.

## Cuộc thi sắc đẹp quốc tế quy mô lớn

### Manhunt International
Chú thích màu
- : Nam vương
- : Á vương
- : Top chung kết
- : Top bán chung kết
- : Được giải thưởng đặc biệt

| Năm  | Đại diện           | Quê quán              | Thứ hạng              | Giải thưởng đặc biệt | T.k.  |
| ---- | ------------------ | --------------------- | --------------------- | --- | ----- |
| 2002 | Nguyễn Bình Minh   | Lạng Sơn              | Không đạt giải        | |       |
| 2006 | Lê Quang Hòa       | Hà Nội                | Không đạt giải        | 1 - - Top 3 Manhunt Asia |       |
| 2007 | Ngô Tiến Đoàn      | Cần Thơ               | Top 16                | 1 - - Mr. Physique |       |
| 2008 | Nguyễn Văn Thịnh   | Hải Phòng             | Không đạt giải        | |       |
| 2010 | Hoàng Gia Ngọc     | Hải Phòng             | Không đạt giải        | |       |
| 2011 | Trương Nam Thành   | Thành phố Hồ Chí Minh | Á vương 3             | 1 - - Mr. Internet Popularity | [ 1 ] |
| 2012 | Nguyễn Quang Huân  | Bình Thuận            | Không đạt giải        | 1 - - 1st Runner-up Best National Costume |       |
| 2016 | Vũ Hoàng Tuấn      | Thành phố Hồ Chí Minh | Không đạt giải        | |       |
| 2017 | Trương Ngọc Tình   | Thành phố Hồ Chí Minh | Manhunt International | 3 - - Mr. Internet Popularity - Best Fashion Model - Face of the Year | [ 2 ] |
| 2018 | Mai Tuấn Anh       | Hưng Yên              | Á vương 4             | | [ 3 ] |
| 2020 | Phạm Đình Lĩnh     | Hà Nội                | Top 16                | 5 - - Winner Rudy Project's Choice (Sponsor) - Mr World Balance Top Model (Sponsor) - Mr FOX Undergarment (Sponsor) - Mr Rancio De Baluyot (Sponsor) - Best Runway Model | [ 4 ] |
| 2022 | Trần Mạnh Kiên     | Hà Nội                | Á vương 3             | 1 - - Best Swimwear Model | [ 5 ] |
| 2024 | Huỳnh Võ Hoàng Sơn | Tuyên Quang           | Không đạt giải        | 1 - - Best Asia Model |       |
| 2025 | Nguyễn Vũ Linh     | Bến Tre               | Á vương 4             | | [ 6 ] |

### Mister World - Nam vương Thế giới
Chú thích màu
- : Nam vương
- : Á vương
- : Top chung kết
- : Top bán chung kết
- : Được giải thưởng đặc biệt

| Năm  | Đại diện         | Quê quán              | Thứ hạng       | Giải thưởng đặc biệt | T.k.  |
| ---- | ---------------- | --------------------- | -------------- | --- | ----- |
| 2007 | Hồ Đức Vĩnh      | Thành phố Hồ Chí Minh | Không đạt giải | |       |
| 2012 | Trương Nam Thành | Thành phố Hồ Chí Minh | Top 10         | 2 - - Mr. World Fashion & Style - Top 10 Mr. World Talent | [ 7 ] |
| 2024 | Phạm Tuấn Ngọc   | Hải Phòng             | Á vương 1      | 7 - - Top 5 Mister Talent - Top 12 Top Model - Top 20 Head-to-head Challenge - Top 5 Beauty with a Purpose - Top 20 Best National Costume - Top 17 Multimedia - Mister World Asia |       |

### Mister International - Nam vương Quốc tế
Chú thích màu
- : Nam vương
- : Á vương
- : Top chung kết
- : Top bán chung kết
- : Được giải thưởng đặc biệt

| Năm  | Đại diện          | Quê quán              | Thứ hạng             | Giải thưởng đặc biệt                 | T.k.   |
| ---- | ----------------- | --------------------- | -------------------- | ------------------------------------ | ------ |
| 2008 | Ngô Tiến Đoàn     | Cần Thơ               | Mister International | 1 - - Best Body                      | [ 8 ]  |
| 2009 | Lê Xuân Vĩnh Thụy | Thành phố Hồ Chí Minh | Top 15               | 1 - - Mr. Photogenic                 | [ 9 ]  |
| 2011 | Lê Khôi Nguyên    | Đồng Tháp             | Á vương 3            | 1 - - Top 3 Best National Costume    | [ 10 ] |
| 2012 | Đỗ Bá Đạt         | Thành phố Hồ Chí Minh | Không đạt giải       | 1 - - Best National Costume          |        |
| 2016 | Nguyễn Tiến Đạt   | Hà Nội                | Top 6                | 1 - - Mister Charming Smile          | [ 11 ] |
| 2017 | Trần Minh Trung   | Vũng Tàu              | Top 5                |                                      | [ 12 ] |
| 2018 | Trịnh Văn Bảo     | Hải Phòng             | Mister International | 1 - - Top 10 Best National Costume   | [ 13 ] |
| 2023 | Phạm Minh Quyền   | Đồng Nai              | Không đạt giải       |                                      |        |
| 2024 | Nguyễn Mạnh Lân   | Hà Nội                | Á vương 1            | 1 - - Top 5 Best in National Costume |        |

### Mister International - Nam vương Quốc tế (Philippines)
Chú thích màu
- : Nam vương
- : Á vương
- : Top chung kết
- : Top bán chung kết
- : Được giải thưởng đặc biệt

| Năm  | Đại diện       | Quê quán              | Thứ hạng       | Giải thưởng đặc biệt |
| ---- | -------------- | --------------------- | -------------- | -------------------- |
| 2023 | Nguyễn Văn Phi | Thành phố Hồ Chí Minh | Không đạt giải |                      |
| 2024 | Mai Hiếu Trung | Thành phố Hồ Chí Minh | Top 10         |                      |

### Mister Global - Nam vương Toàn cầu
Chú thích màu
- : Nam vương
- : Á vương
- : Top chung kết
- : Top bán chung kết
- : Được giải thưởng đặc biệt

| Năm  | Đại diện               | Quê quán              | Thứ hạng       | Giải thưởng đặc biệt                                                           | T.k.   |
| ---- | ---------------------- | --------------------- | -------------- | ------------------------------------------------------------------------------ | ------ |
| 2014 | Nguyễn Hữu Vi          | Hà Nội                | Á vương 3      | 2 - - Mister Photogenic - Top 5 Mister Talent                                  | [ 14 ] |
| 2015 | Nguyễn Văn Sơn         | Thanh Hóa             | Mister Global  | 1 - - Mister Internet Popularity                                               | [ 15 ] |
| 2016 | Nguyễn Phúc Vĩnh Cường | Đà Nẵng               | Không đạt giải |                                                                                |        |
| 2017 | Nguyễn Văn Thuận       | Long An               | Á vương 4      | 1 - - Best Talent                                                              | [ 16 ] |
| 2018 | Mạc Trung Kiên         | Hải Dương             | Top 16         | 1 - - Best Model                                                               | [ 17 ] |
| 2019 | Nguyễn Hùng Cường      | Đồng Nai              | Top 16         | 1 - - Mister Internet Popularity                                               |        |
| 2021 | Danh Chiếu Linh        | Kiên Giang            | Mister Global  | 1 - - Top 5 Mister Na Chuek Favorite                                           | [ 18 ] |
| 2022 | Thạch Kiêm Mara        | Trà Vinh              | Top 15         |                                                                                |        |
| 2023 | Lê Hữu Đạt             | Hải Phòng             | Á vương 4      | 2 - - 1st Runner-up Best National Costume - 4th Runner-up Mister Katharawichai |        |
| 2024 | Cao Quốc Thắng         | Thành phố Hồ Chí Minh | Không đạt giải |                                                                                |        |

### Man of the World
Chú thích màu
- : Nam vương
- : Á vương
- : Top chung kết
- : Top bán chung kết
- : Được giải thưởng đặc biệt

| Năm  | Đại diện        | Quê quán              | Thứ hạng         | Giải thưởng đặc biệt                                                                 | T.k.   |
| ---- | --------------- | --------------------- | ---------------- | ------------------------------------------------------------------------------------ | ------ |
| 2017 | Nguyễn Hữu Long | Thành phố Hồ Chí Minh | Á vương 1        | 2 - - Best Formal Wear - Missosology People's Choice                                 | [ 19 ] |
| 2018 | Cao Xuân Tài    | Đà Nẵng               | Man of the World | 4 - - Best in Casual Wear - Best in Swimwear - Mister Pervil - Darlings of the Press | [ 20 ] |
| 2019 | Tạ Công Phát    | Quảng Ngãi            | Top 18           | 1 - - 1st Runner-up Fashion of the World                                             |        |
| 2022 | Nguyễn Hữu Anh  | Quảng Ngãi            | Á vương 4        | 3 - - Best in BAHAG - Best in Swimwear - Best in National Costume                    |        |
| 2023 | Lâm Kim Khánh   | Thành phố Hồ Chí Minh | Á vương 4        | 3 - - Press Favorite - Best Physique - Best in Swimwear                              |        |
| 2024 | Đoàn Công Vinh  | Tây Ninh              | Top 10           | 3 - - Multimedia Award - Best Physique - Fashion of the World                        |        |
| 2025 | Lý Minh Quân    | Thành phố Hồ Chí Minh | Top 18           | 2 - - Man of the World Charity - Best Physique                                       | [ 21 ] |

### Mister Supranational - Nam vương Siêu quốc gia
Chú thích màu
- : Nam vương
- : Á vương
- : Top chung kết
- : Top bán chung kết
- : Được giải thưởng đặc biệt

| Năm  | Đại diện         | Quê quán | Thứ hạng | Giải thưởng đặc biệt                                                                   | T.k.   |
| ---- | ---------------- | -------- | -------- | -------------------------------------------------------------------------------------- | ------ |
| 2019 | Trần Mạnh Khang  | Hà Nội   | Top 20   | 1 - - Top 10 Supra Fan-Vote                                                            | [ 22 ] |
| 2022 | Bùi Xuân Đạt     | Hưng Yên | Top 10   | 2 - - Mister Supranational Asia - Top 5 Supra Model                                    | [ 23 ] |
| 2024 | Đỗ Quang Tuyển   | Nam Định | Top 10   | 3 - - Mister Supranational Asia - Supra Fan-Vote - Top 8 Mister Influencer Opportunity | [ 24 ] |
| 2025 | Nguyễn Minh Khắc | Tây Ninh | Top 10   |                                                                                        |        |

## Cuộc thi sắc đẹp quốc tế quy mô nhỏ

### Mister Asian International - Nam vương châu Á Quốc tế
Chú thích màu
- : Nam vương
- : Á vương
- : Top chung kết
- : Top bán chung kết
- : Được giải thưởng đặc biệt

| Năm  | Đại diện         | Quê quán              | Thứ hạng                   | Giải thưởng đặc biệt                                                        | T.k.   |
| ---- | ---------------- | --------------------- | -------------------------- | --------------------------------------------------------------------------- | ------ |
| 2016 | Trương Ngọc Tình | Thành phố Hồ Chí Minh | Mister Asian International | 2 - - 1st Runner-up Best in National Costume - Top 15 Best in Swimsuit      | [ 25 ] |
| 2018 | Hoàng Phi Kha    | Thừa Thiên Huế        | Á vương 2                  | 1 - - People's Choice Award                                                 | [ 26 ] |
| 2018 | Lý Cao Thiên Sơn | Thành phố Hồ Chí Minh | Không đạt giải             | 1 - - 1st Runner-Up Best in National Costume                                | [ 27 ] |
| 2018 | Giã Thành Vũ     | Bến Tre               | Không đạt giải             |                                                                             | [ 27 ] |
| 2019 | Vũ Tiến Dũng     | Nam Định              | Mister Asian Ambassador    | 1 - - Best Smile                                                            | [ 28 ] |
| 2022 | Phạm Văn Quốc    | Bình Định             | Á vương 1                  | 3 - - Mister Sash Factor - Mister Charming - Mister Social Media Popularity | [ 29 ] |
| 2023 | Nguyễn Vĩ Tân    | Thành phố Hồ Chí Minh | Mister Asian International | 1 - - Best in Physic                                                        | [ 30 ] |

### Man of the Year
Chú thích màu
- : Nam vương
- : Á vương
- : Top chung kết
- : Top bán chung kết
- : Được giải thưởng đặc biệt

| Năm  | Đại diện         | Quê quán  | Thứ hạng       | Giải thưởng đặc biệt                                                                       | T.k.          |
| ---- | ---------------- | --------- | -------------- | ------------------------------------------------------------------------------------------ | ------------- |
| 2016 | Trịnh Xuân Nhản  | Long An   | Á vương 3      |                                                                                            | [ 31 ]        |
| 2017 | Trần Thái Nhựt   | An Giang  | Á vương 1      | 2 - - Man of The Year Modern - Top 3 Best Talent                                           | [ 32 ]        |
| 2019 | Tưởng Ngọc Minh  | Hà Nội    | Á vương 1      | 1 - - Popularity Award                                                                     | [ 33 ] [ 34 ] |
| 2022 | Nguyễn Minh Khắc | Tây Ninh  | Á vương 1      | 3 - - Top 3 Best in National Costume - Man of the Year Healthy - Man of the Year Masculine | [ 35 ]        |
| 2023 | Thanh Trần       | Vĩnh Long | Không đạt giải | 1 - - Best in Personality                                                                  | [ 36 ]        |
| 2024 | Vương Gia Thuận  | Đồng Nai  | Không đạt giải | 1 - - Best In Life Style                                                                   | [ 37 ]        |

### Mister Tourism World - Nam vương Du lịch Thế giới
Chú thích màu
- : Nam vương
- : Á vương
- : Top chung kết
- : Top bán chung kết
- : Được giải thưởng đặc biệt

| Năm  | Đại diện          | Quê quán   | Thứ hạng             | Giải thưởng đặc biệt                                                                   | T.k.                               |
| ---- | ----------------- | ---------- | -------------------- | -------------------------------------------------------------------------------------- | ---------------------------------- |
| 2016 | Phạm Xuân Hiển    | Đà Nẵng    | Mister Eco World     | 1 - - Best in Talent                                                                   | [ 38 ] [ 39 ]                      |
| 2017 | Trần Mạnh Kiên    | Vĩnh Phúc  | Rút lui              | 1 - - Best Runway Model                                                                |                                    |
| 2022 | Phùng Phước Thịnh | Kiên Giang | Á vương 5            | 2 - - Mister Friendship - Best in Talent                                               | [ 40 ]                             |
| 2023 | Nguyễn Quốc Trí   | Đồng Tháp  | Á vương 3            | 2 - - Best National Costume - Mister Tourism Asia Pacific                              | [ 41 ] [ 42 ]                      |
| 2024 | Nguyễn Hữu Hưng   | Hải Dương  | Mister Tourism World | 4 - - Best Talent - Best National Costume - Mister Commercial Face - Mister Friendship | [ 43 ] [ 44 ] [ 45 ] [ 46 ] [ 47 ] |

### Mister Grand International - Nam vương Hòa bình Quốc tế
Chú thích màu
- : Nam vương
- : Á vương
- : Top chung kết
- : Top bán chung kết
- : Được giải thưởng đặc biệt

| Năm  | Đại diện          | Quê quán   | Thứ hạng                   | Giải thưởng đặc biệt | T.k.   |
| ---- | ----------------- | ---------- | -------------------------- | --- | ------ |
| 2017 | Nguyễn Tiến Đạt   | Hà Nội     | Á vương 2                  | 1 - - Best in Swimwear |        |
| 2018 | Luận Vũ           | Kiên Giang | Không đạt giải             | 5 - - Mister Grand Continental Asia - Media's Choice Award - People's Choice Award - Mister Psalmstre - 1st Runner-up Best in Barong Tagalog                           |        |
| 2018 | Lý Cao Thiên Sơn  | Sóc Trăng  | Á vương 1                  | 1 - - Mister Sport | [ 48 ] |
| 2019 | Nguyễn Văn Tuân   | Hải Dương  | Mister Grand International | 2 - - Best in Formal Wear - Missosology's Choice | [ 49 ] |
| 2022 | Nguyễn Vũ Linh    | Bến Tre    | Á vương 4                  | 2 - - Best in National Costume - Top Model |        |
| 2023 | Nguyễn Hoàng Tùng | Hà Nội     | Top 12                     | 5 - - Mister Grand Sports Ambassador - 1st Runner-up Top Model - Mister Grand Asia - Pacific - Top 12 High Fashion Sportswear - 1st Runner-up High Fashion Formal Wear |        |

### Mister National Universe - Nam vương Hoàn vũ Quốc gia
Chú thích màu
- : Nam vương
- : Á vương
- : Top chung kết
- : Top bán chung kết
- : Được giải thưởng đặc biệt

| Năm  | Đại diện           | Quê quán              | Thứ hạng                 | Giải thưởng đặc biệt     | T.k.                                      |
| ---- | ------------------ | --------------------- | ------------------------ | ------------------------ | ----------------------------------------- |
| 2017 | Quách Đình Thông   |                       | Không đạt giải           |                          |                                           |
| 2019 | Đặng Hiếu Đức      | Nam Định              | Á vương 3                | 1 - - Mister Popularity  | [ 50 ]                                    |
| 2022 | Ngô Hoàng Phi Việt | Thành phố Hồ Chí Minh | Mister National Universe | 1 - - Darling of Hua Hin | [ 51 ] [ 52 ] [ 53 ] [ 54 ] [ 55 ] [ 56 ] |
| 2023 | Kim Minh Sơn       | Thành phố Hồ Chí Minh | Top 10                   |                          | [ 57 ]                                    |
| 2024 | Âu Thanh Phúc      | Hậu Giang             | Không đạt giải           |                          |                                           |

### Mister Universe Tourism
Chú thích màu
- : Nam vương
- : Á vương
- : Top chung kết
- : Top bán chung kết
- : Được giải thưởng đặc biệt

| Năm  | Đại diện           | Quê quán    | Thứ hạng       | Giải thưởng đặc biệt           | T.k.   |
| ---- | ------------------ | ----------- | -------------- | ------------------------------ | ------ |
| 2017 | Nguyễn Vũ Linh     | Bến Tre     | Top 10         |                                | [ 58 ] |
| 2019 | Nguyễn Luân        |             | Không đạt giải |                                | [ 59 ] |
| 2023 | Huỳnh Võ Hoàng Sơn | Tuyên Quang | Á vương 1      | 1 - - Best in National Costume | [ 58 ] |

### Mister Deaf Universum
Chú thích màu
- : Nam vương
- : Á vương
- : Top chung kết
- : Top bán chung kết
- : Được giải thưởng đặc biệt

| Năm  | Đại diện       | Quê quán  | Thứ hạng              | Giải thưởng đặc biệt | T.k.   |
| ---- | -------------- | --------- | --------------------- | -------------------- | ------ |
| 2022 | Hoàng Văn Xuân | Bắc Giang | Mister Deaf Universum |                      | [ 60 ] |

### Mister Friendship International - Nam vương Hữu nghị Quốc tế
Chú thích màu
- : Nam vương
- : Á vương
- : Top chung kết
- : Top bán chung kết
- : Được giải thưởng đặc biệt

| Năm  | Đại diện            | Quê quán              | Thứ hạng  | Giải thưởng đặc biệt                                         | T.k.   |
| ---- | ------------------- | --------------------- | --------- | ------------------------------------------------------------ | ------ |
| 2022 | Hoàng Việt An       | Bắc Giang             | Top 10    | 1 - - Mister Charming                                        | [ 61 ] |
| 2023 | Nguyễn Trung Nguyên | Thành phố Hồ Chí Minh | Á vương 5 | 2 - - 2nd Runner-Up Best National Costume - Best Personality | [ 62 ] |
| 2024 | Nguyễn Hồng Hà      | Ninh Thuận            | Á vương 2 |                                                              | [ 63 ] |
| 2025 | Nguyễn Thành Tâm    | Thành phố Hồ Chí Minh |           |                                                              |        |
| 2026 | Nguyễn Thiện Khá    | Hải Phòng             |           |                                                              |        |

### World Fitness Supermodel
Chú thích màu
- : Nam vương
- : Á vương
- : Top chung kết
- : Top bán chung kết
- : Được giải thưởng đặc biệt

| Năm  | Đại diện          | Quê quán              | Thứ hạng                 | Giải thưởng đặc biệt | T.k.   |
| ---- | ----------------- | --------------------- | ------------------------ | -------------------- | ------ |
| 2022 | Nguyễn Thanh Tùng |                       | World Fitness Supermodel |                      | [ 64 ] |
| 2023 | Ngô Hoàng Lĩnh    | Thành phố Hồ Chí Minh | Á vương 3                |                      | [ 65 ] |

### Mister Celebrity International - Nam vương Siêu sao Quốc tế
Chú thích màu
- : Nam vương
- : Á vương
- : Top chung kết
- : Top bán chung kết
- : Được giải thưởng đặc biệt

| Năm  | Đại diện         | Quê quán | Thứ hạng | Giải thưởng đặc biệt                                                                       | T.k.   |
| ---- | ---------------- | -------- | -------- | ------------------------------------------------------------------------------------------ | ------ |
| 2023 | Nguyễn Ngọc Linh |          | Top 10   |                                                                                            | [ 66 ] |
| 2024 | Đoàn Bảo Ân      | Bắc Ninh | Top 5    | 3 - - Best Voice to the World - Top 3 Best in National Costume - Top 3 Best in Eco Costume | [ 67 ] |

### Mister Cosmopolitan
Chú thích màu
- : Nam vương
- : Á vương
- : Top chung kết
- : Top bán chung kết
- : Được giải thưởng đặc biệt

| Năm  | Đại diện           | Quê quán    | Thứ hạng  | Giải thưởng đặc biệt                                           | T.k.   |
| ---- | ------------------ | ----------- | --------- | -------------------------------------------------------------- | ------ |
| 2023 | Nguyễn Thiện Khá   | Hải Dương   | Top 8     | 2 - - Best in Catwalk - 1st Runner-up Best in National Costume | [ 68 ] |
| 2024 | Đinh Dương Bảo Huy | An Giang    | Á vương 4 |                                                                | [ 69 ] |
| 2025 | Đinh Sỹ Tú         | Thái Nguyên |           |                                                                |        |
| 2026 | Phạm Tiến Thành    | Hưng Yên    |           |                                                                |        |

### Mister Fitness Supermodel World - Nam vương Siêu mẫu Thể hình Thế giới
Chú thích màu
- : Nam vương
- : Á vương
- : Top chung kết
- : Top bán chung kết
- : Được giải thưởng đặc biệt

| Năm  | Đại diện        | Quê quán   | Thứ hạng       | Giải thưởng đặc biệt                                                                 | T.k.   |
| ---- | --------------- | ---------- | -------------- | ------------------------------------------------------------------------------------ | ------ |
| 2023 | Tạ Công Phát    | Quảng Ngãi | Không đạt giải | 3 - - 1st Runner-Up Best in National Costume - Best Formal Wear - Best in Sportswear | [ 70 ] |
| 2024 | Bùi Văn Thái    | Hậu Giang  | Á vương 4      | 2 - - Runner-Up Best in National Costume - Best Catwalk                              | [ 71 ] |
| 2025 | Nguyễn Tiến Đạt | Vĩnh Long  | Top 11         | 2 - - Best Traditional Costume - Mister Fitness Supermodel World Asia                | [ 72 ] |

### Mister Glam International
Chú thích màu
- : Nam vương
- : Á vương
- : Top chung kết
- : Top bán chung kết
- : Được giải thưởng đặc biệt

| Năm  | Đại diện         | Quê quán              | Thứ hạng                  | Giải thưởng đặc biệt     | T.k.   |
| ---- | ---------------- | --------------------- | ------------------------- | ------------------------ | ------ |
| 2023 | Ngô Ngọc Toàn    | Thành phố Hồ Chí Minh | Mister Glam International | 1 - - Mister Personality | [ 73 ] |
| 2024 | Nguyễn Thiện Khá | Hải Dương             | Á vương 3                 | 1 - - Best in Swimwear   | [ 74 ] |
| 2025 | Nguyễn Quang Duy | Hà Nội                |                           |                          |        |

### Mister Heritage International - Nam vương Di sản Quốc tế
Chú thích màu
- : Nam vương
- : Á vương
- : Top chung kết
- : Top bán chung kết
- : Được giải thưởng đặc biệt

| Năm  | Đại diện       | Quê quán | Thứ hạng       | Giải thưởng đặc biệt                      | T.k.   |
| ---- | -------------- | -------- | -------------- | ----------------------------------------- | ------ |
| 2023 | Lê Trường Vinh |          | Không đạt giải | 1 - - Mister Heritage Humanity Ambassador | [ 75 ] |

### Mister Bear International - Nam vương Gấu Quốc tế
Chú thích màu
- : Nam vương
- : Á vương
- : Top chung kết
- : Top bán chung kết
- : Được giải thưởng đặc biệt

| Năm  | Đại diện      | Quê quán | Thứ hạng  | Giải thưởng đặc biệt | T.k. |
| ---- | ------------- | -------- | --------- | -------------------- | ---- |
| 2024 | Dave Nguyễn   |          | Á vương 2 |                      |      |
| 2025 | Hồ Công Thành |          | Top 10    |                      |      |

### Mister Culture International
Chú thích màu
- : Nam vương
- : Á vương
- : Top chung kết
- : Top bán chung kết
- : Được giải thưởng đặc biệt

| Năm  | Đại diện          | Quê quán              | Thứ hạng       | Giải thưởng đặc biệt                                                           | T.k.   |
| ---- | ----------------- | --------------------- | -------------- | ------------------------------------------------------------------------------ | ------ |
| 2024 | Nguyễn Hưng Thịnh | Thành phố Hồ Chí Minh | Á vương 1      | 3 - - Best in Talent - Top 4 Best in National Costume - Top 4 Best in Swimwear |        |
| 2025 | Lê Đình Long      | Thanh Hoá             | Không đạt giải | 2 - - Best Etnic Wear - Best National Costume                                  | [ 76 ] |

### Mister Universe
Chú thích màu
- : Nam vương
- : Á vương
- : Top chung kết
- : Top bán chung kết
- : Được giải thưởng đặc biệt

| Năm  | Đại diện       | Quê quán | Thứ hạng                   | Giải thưởng đặc biệt                                                  | T.k.   |
| ---- | -------------- | -------- | -------------------------- | --------------------------------------------------------------------- | ------ |
| 2024 | Bùi Quang Tuấn | Long An  | Mister Universe Ambassador | 3 - - Best in National Costume - Best in Swimwear - Top 3 Best Talent | [ 77 ] |

### Mister Earth World
Chú thích màu
- : Nam vương
- : Á vương
- : Top chung kết
- : Top bán chung kết
- : Được giải thưởng đặc biệt

| Năm     | Đại diện       | Quê quán | Thứ hạng           | Giải thưởng đặc biệt | T.k.   |
| ------- | -------------- | -------- | ------------------ | -------------------- | ------ |
| 2025/26 | Hoàng Văn Thái | Tây Ninh | Mister Earth World |                      | [ 78 ] |

## Cuộc thi sắc đẹp quốc tế ngừng sản xuất

### Mister United Continents
Chú thích màu
- : Nam vương
- : Á vương
- : Top chung kết
- : Top bán chung kết
- : Được giải thưởng đặc biệt

| Năm  | Đại diện        | Quê quán              | Thứ hạng                 | Giải thưởng đặc biệt               | T.k.   |
| ---- | --------------- | --------------------- | ------------------------ | ---------------------------------- | ------ |
| 2016 | Vũ Hoàng Tuấn   | Thành phố Hồ Chí Minh | Á vương 2                | 1 - - Trang phục dạo chơi đẹp nhất | [ 79 ] |
| 2016 | Nguyễn Hải Quân | Thái Nguyên           | Master United Continents | 1 - - Trang phục dân tộc đẹp nhất  | [ 80 ] |

### Mister Asia - Nam vương châu Á
Chú thích màu
- : Nam vương
- : Á vương
- : Top chung kết
- : Top bán chung kết
- : Được giải thưởng đặc biệt

| Năm  | Đại diện       | Quê quán | Thứ hạng    | Giải thưởng đặc biệt | T.k.   |
| ---- | -------------- | -------- | ----------- | -------------------- | ------ |
| 2017 | Trịnh Gia Kiệt | Lâm Đồng | Mister Asia |                      | [ 81 ] |

### Mister Universal Ambassador - Nam vương Đại sứ Hoàn vũ
Chú thích màu
- : Nam vương
- : Á vương
- : Top chung kết
- : Top bán chung kết
- : Được giải thưởng đặc biệt

| Năm  | Đại diện         | Quê quán              | Thứ hạng                                 | Giải thưởng đặc biệt                                                   | T.k.   |
| ---- | ---------------- | --------------------- | ---------------------------------------- | ---------------------------------------------------------------------- | ------ |
| 2016 | Trương Ngọc Tình | Thành phố Hồ Chí Minh | Á vương 1 - (Mister Asian International) | 2 - - 1st Runner-up Best in National Costume - Top 15 Best in Swimsuit | [ 25 ] |
| 2017 | Lương Gia Huy    | Thừa Thiên Huế        | Mister Universal Ambassador              | 2 - - Top 5 Top Model - Top 5 Best in National Costume                 | [ 82 ] |

### Mister Intercontinental - Nam vương Liên lục địa
Chú thích màu
- : Nam vương
- : Á vương
- : Top chung kết
- : Top bán chung kết
- : Được giải thưởng đặc biệt

| Năm  | Đại diện        | Quê quán              | Thứ hạng  | Giải thưởng đặc biệt                                | T.k.   |
| ---- | --------------- | --------------------- | --------- | --------------------------------------------------- | ------ |
| 2018 | Trần Hoàng Nhân | Thành phố Hồ Chí Minh | Á vương 4 | 2 - - Best National Costume - People's Choice Award | [ 83 ] |

### Mister Travel Global - Nam vương Du lịch Toàn cầu
Chú thích màu
- : Nam vương
- : Á vương
- : Top chung kết
- : Top bán chung kết
- : Được giải thưởng đặc biệt

| Năm  | Đại diện        | Quê quán              | Thứ hạng             | Giải thưởng đặc biệt | T.k.   |
| ---- | --------------- | --------------------- | -------------------- | -------------------- | ------ |
| 2018 | Trần Hoàng Nhân | Thành phố Hồ Chí Minh | Mister Travel Global |                      | [ 84 ] |

### Mister SE Asia International
Chú thích màu
- : Nam vương
- : Á vương
- : Top chung kết
- : Top bán chung kết
- : Được giải thưởng đặc biệt

| Năm  | Đại diện      | Quê quán  | Thứ hạng                     | Giải thưởng đặc biệt                                          | T.k.   |
| ---- | ------------- | --------- | ---------------------------- | ------------------------------------------------------------- | ------ |
| 2019 | Phạm Văn Quốc | Bình Định | Mister SE Asia International | 3 - - Best Catwalk - Best in National Costume - Mister Sports | [ 29 ] |

### Mister Tourism & Culture Universe
Chú thích màu
- : Nam vương
- : Á vương
- : Top chung kết
- : Top bán chung kết
- : Được giải thưởng đặc biệt

| Năm  | Đại diện        | Quê quán              | Thứ hạng  | Giải thưởng đặc biệt | T.k.   |
| ---- | --------------- | --------------------- | --------- | -------------------- | ------ |
| 2019 | Quách Thanh Lâm | Thành phố Hồ Chí Minh | Á vương 1 |                      | [ 85 ] |

### Mister World Ambassador International
Chú thích màu
- : Nam vương
- : Á vương
- : Top chung kết
- : Top bán chung kết
- : Được giải thưởng đặc biệt

| Năm  | Đại diện       | Quê quán | Thứ hạng                              | Giải thưởng đặc biệt | T.k.   |
| ---- | -------------- | -------- | ------------------------------------- | -------------------- | ------ |
| 2022 | Nguyễn Sỹ Long | Nghệ An  | Mister World Ambassador International |                      | [ 86 ] |